# Vanessa Johansson
Vanessa Johansson (* 12. Januar 1980 in New York City) ist eine US-amerikanische Schauspielerin.

## Leben und Karriere
Vanessa Johansson, die ältere Schwester von Scarlett Johansson, hat dänische und polnisch-jüdische Vorfahren. Sie debütierte an der Seite ihrer Schwester und von Mary Kay Place im Filmdrama Manny & Lo aus dem Jahr 1996. Im Filmdrama Shifted (2006) spielte sie eine der größeren Rollen. Im Horrorfilm Day of the Dead (2008) war sie neben Mena Suvari, Michael Welch, AnnaLynne McCord und Ving Rhames zu sehen. Im Horrorfilms Shark in Venice spielte sie neben Stephen Baldwin eine der größeren Rollen. Die Dreharbeiten fanden in Bulgarien statt.

## Filmografie (Auswahl)
- 1996: Manny & Lo
- 2006: Shifted
- 2008: Day of the Dead
- 2008: The Objective